# 陈世侃
陈世侃（1681年—1753年），字行之，号誾斋、八洲，浙江海宁（盐官）人。清朝政治人物。

## 生平
陈世侃康熙五十二年（1713）癸已恩科王敬铭榜进士，選庶吉士，官至翰林院编修。著有《纲鉴辑要详注韵府汇编》。雍正二年（1724），陈世侃家人和肉铺商人贺懋芳发生口角，陈世倌指使浙江巡抚黄叔琳刑求打死贺懋芳，导致杭州民愤。雍正三年（1725），陈世侃捐海塘工程银40万两，“纳赎免罪”。

## 家族
父陈诜是康熙十一年（1672年）举人，官至礼部尚书。其兄陈世儁、陈世仁、陳世倌皆为进士。夫人為盧琦女，繼配翰林院侍講學士熊葦女，側室吳氏。有九子：陳克垂、陳淦、陳述祖、陳基、陳毓森、陳㫤、陳廷模、陳應弼及陳應麟。還有七女：長女嫁松江王頊齡孫王祖庚，次女嫁山東戴汝槐，三女嫁松江吳澄，四女嫁正一派真人江西張遇隆，五女早殤，六女嫁姜貽綸，七女嫁常州吳楫。孫輩諸多，包括孫女陳受之等。